# Via di Ripetta
Via di Ripetta, nota anche come via Ripetta, è una via storica del centro di Roma, nel rione Campo Marzio, che collega piazza del Popolo con via del Clementino, e assumendo altre toponimìe (via della Scrofa, via della Dogana Vecchia) raggiunge la chiesa di Sant'Ivo alla Sapienza, alle spalle di piazza Sant'Eustachio e in prossimità del Pantheon. È parte integrante del complesso stradale conosciuto come Tridente, di cui costituisce la delimitazione occidentale.

## Storia
La via ha origini molto antiche: essa infatti ricalca un tracciato già presente in epoca romana verso la fine del I secolo a.C. All'inizio del XVI secolo la strada fu fatta sistemare da Leone X, da cui il nome di via Leonina. Nel 1704, quando fu costruito il porto di Ripetta, la via assunse il nome attuale: per distinguere il nuovo porto dal porto di Ripa Grande a Trastevere, fu chiamato col diminutivo di ripetta: da qui anche il nome della via. Autore della sistemazione urbanistica del porto fu Alessandro Specchi: questo fu caratterizzato da una pittoresca e caratteristica doppia gradinata a linee concave e convesse digradanti verso il Tevere. Il porto fu poi soppresso con la costruzione dei Muraglioni sul Tevere, dopo l'Unità d'Italia.

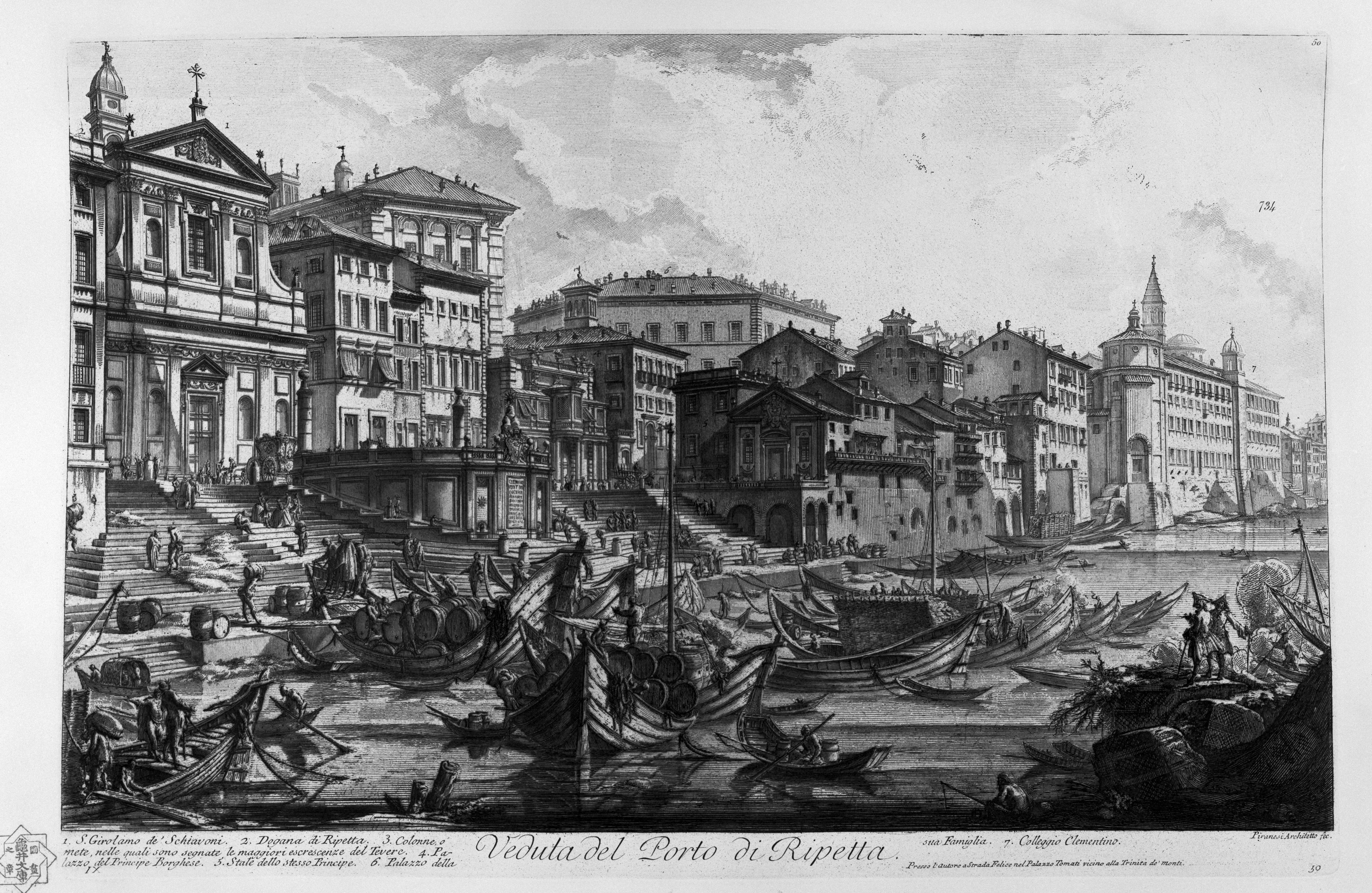
Piranesi, veduta del Porto di Ripetta con s. Girolamo (metà XVIII sec.)

### Via di Ripetta nella cultura
- La via viene citata ne "Il fu Mattia Pascal" di Pirandello come residenza temporanea di Adriano Meis/Mattia Pascal.[2]

## Monumenti
Percorrendo la via da Piazza del Popolo in direzione di piazza Augusto Imperatore si incontrano i seguenti monumenti di interesse storico:
- Palazzo Capponi della Palma (XVI secolo);
- Conservatorio della Divina Provvidenza e di San Pasquale (XVII secolo);
- Sala Lancisiana di San Giacomo in Augusta (XVI secolo);
- Ospedale di San Giacomo degli Incurabili (XVI secolo);
- Chiesa di Santa Maria Portae Paradisi (XVI secolo);
- Palazzo camerale, sede dell'Istituto di Belle Arti (XIX secolo) e del Liceo Artistico Ripetta (XIX secolo), già Accademia di Santa Cecilia;
- Ara Pacis (I secolo);
- Mausoleo di Augusto (I secolo) e i Palazzi dell'INPS a Piazza Augusto Imperatore (XX secolo);
- Chiesa di San Rocco all'Augusteo (XVII secolo);
- Chiesa di San Girolamo dei Croati (XVI secolo);
- Fontana del porto di Ripetta (XVIII secolo);
- Palazzo Borghese (secolo XVI).

### Lapidi commemorative
- luogo di nascita della scienziata e intellettuale Eleonora Pimentel Fonseca;
- luogo di nascita di Angelo Brunetti, conosciuto come il Ciceruacchio.[3]

## Galleria d'immagini

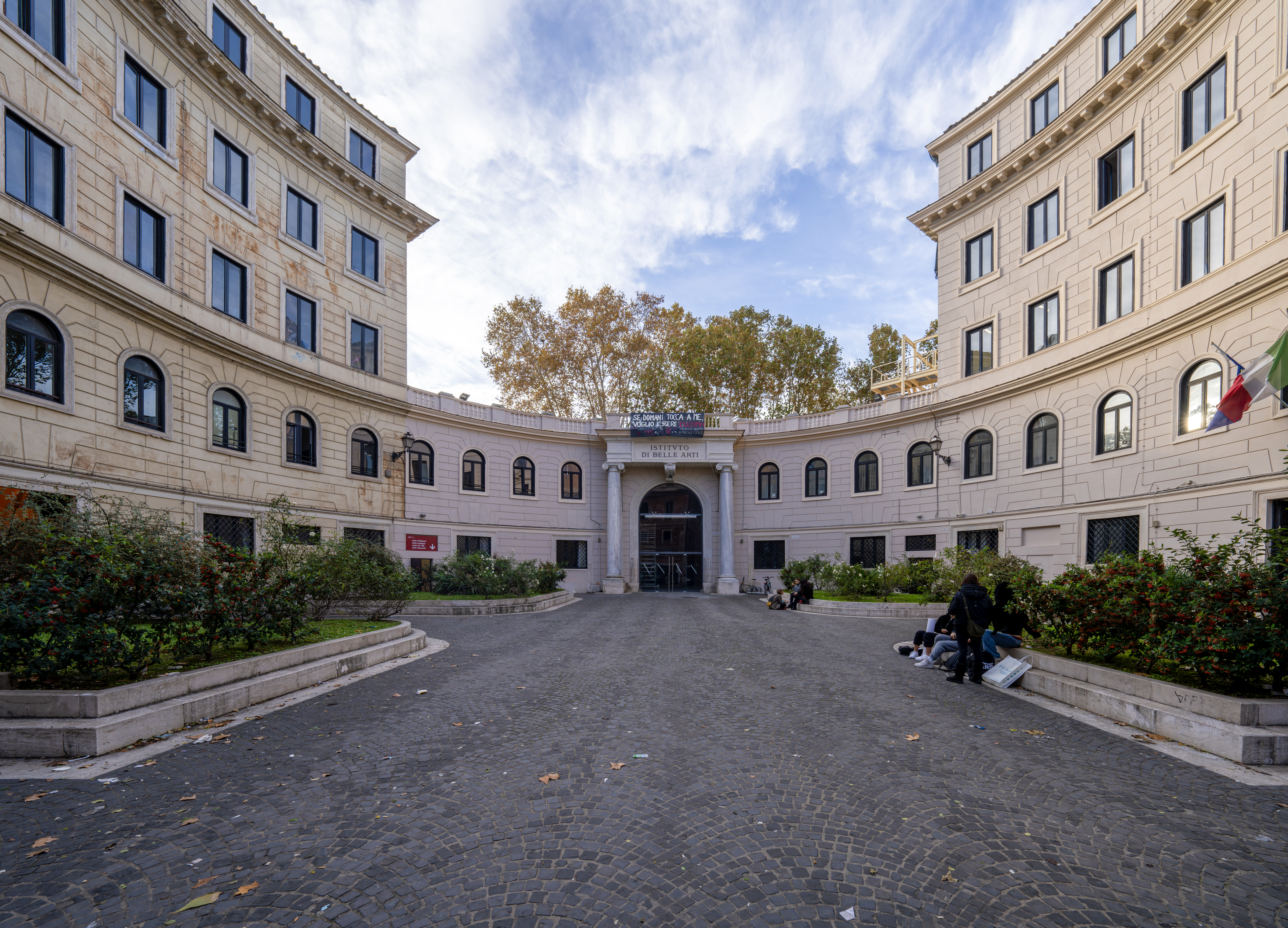
Palazzo camerale al numero 218.
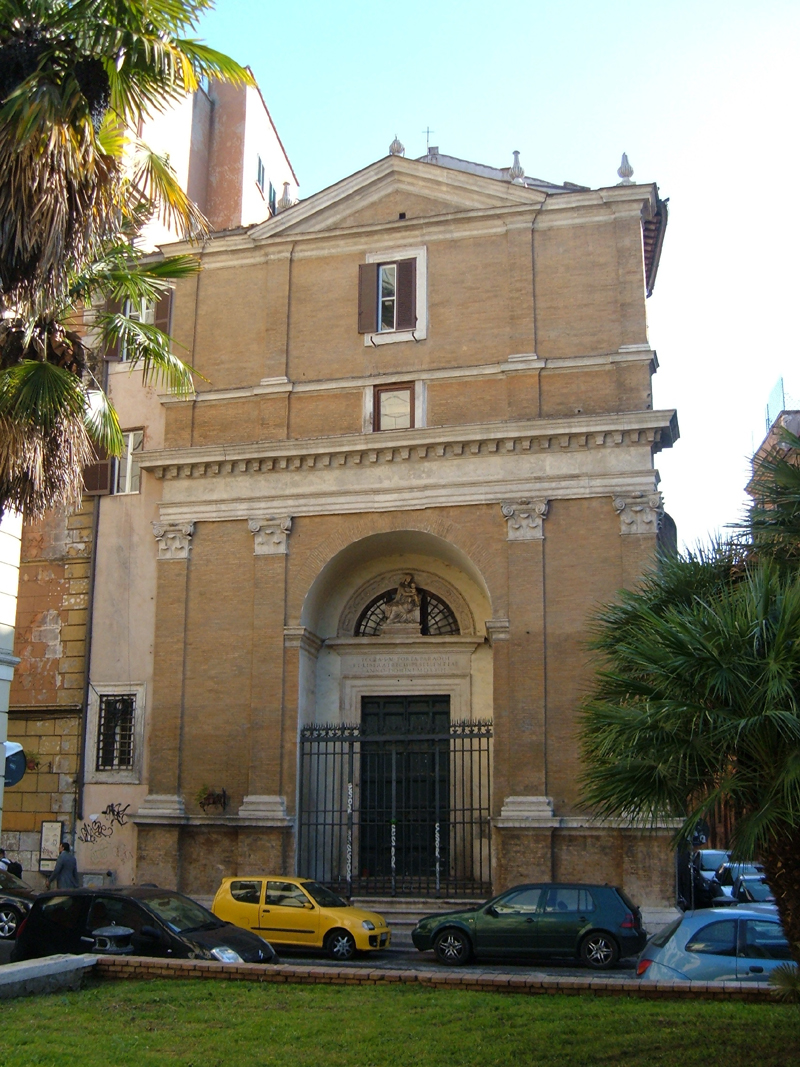
La Chiesa di Santa Maria Portae Paradisi al numero 63.
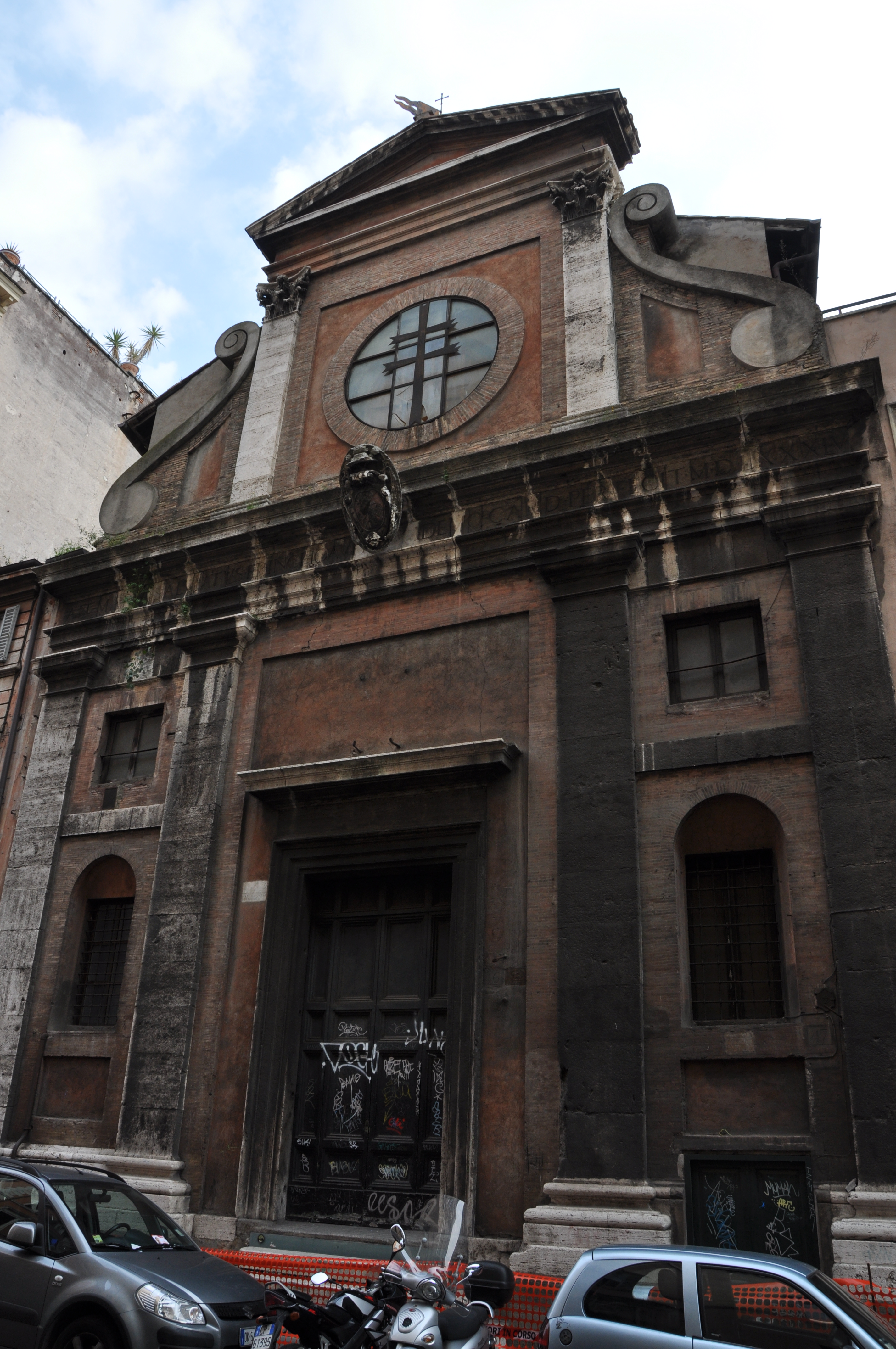
Sala Lancisiana, al numero 46.
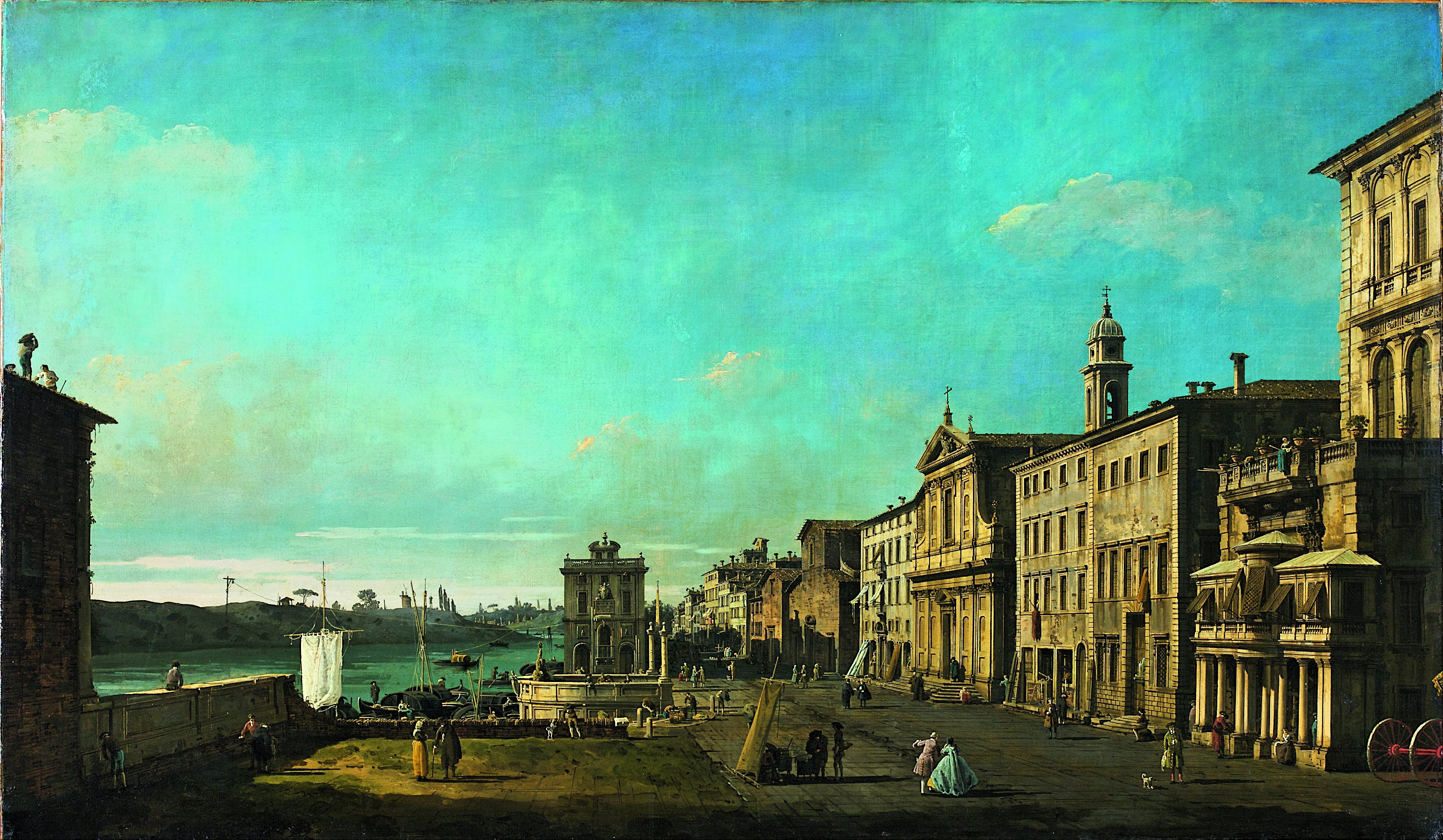
Veduta su via di Ripetta di Bernardo Bellotto (secolo XVIII).
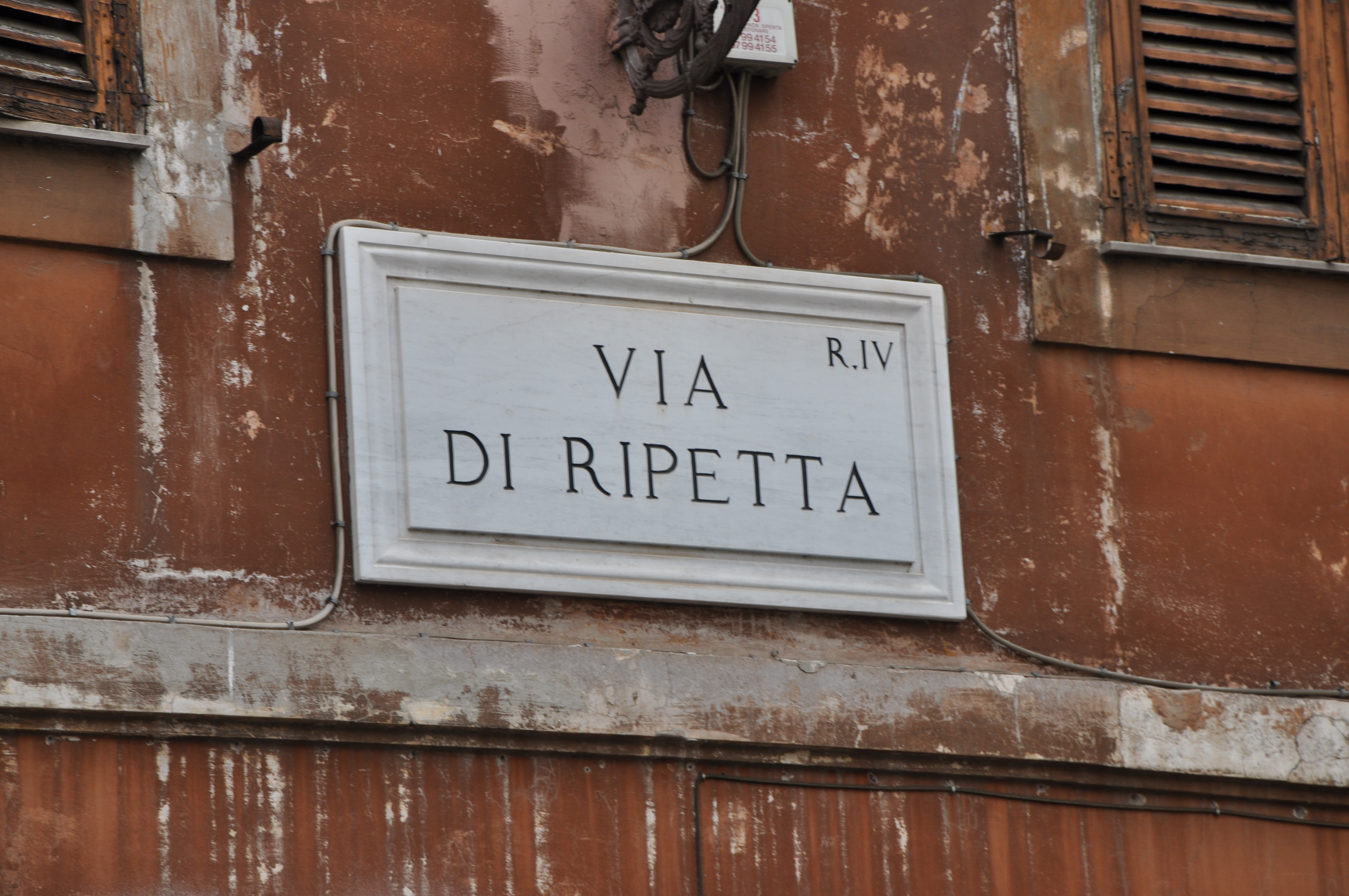
Via di Ripetta
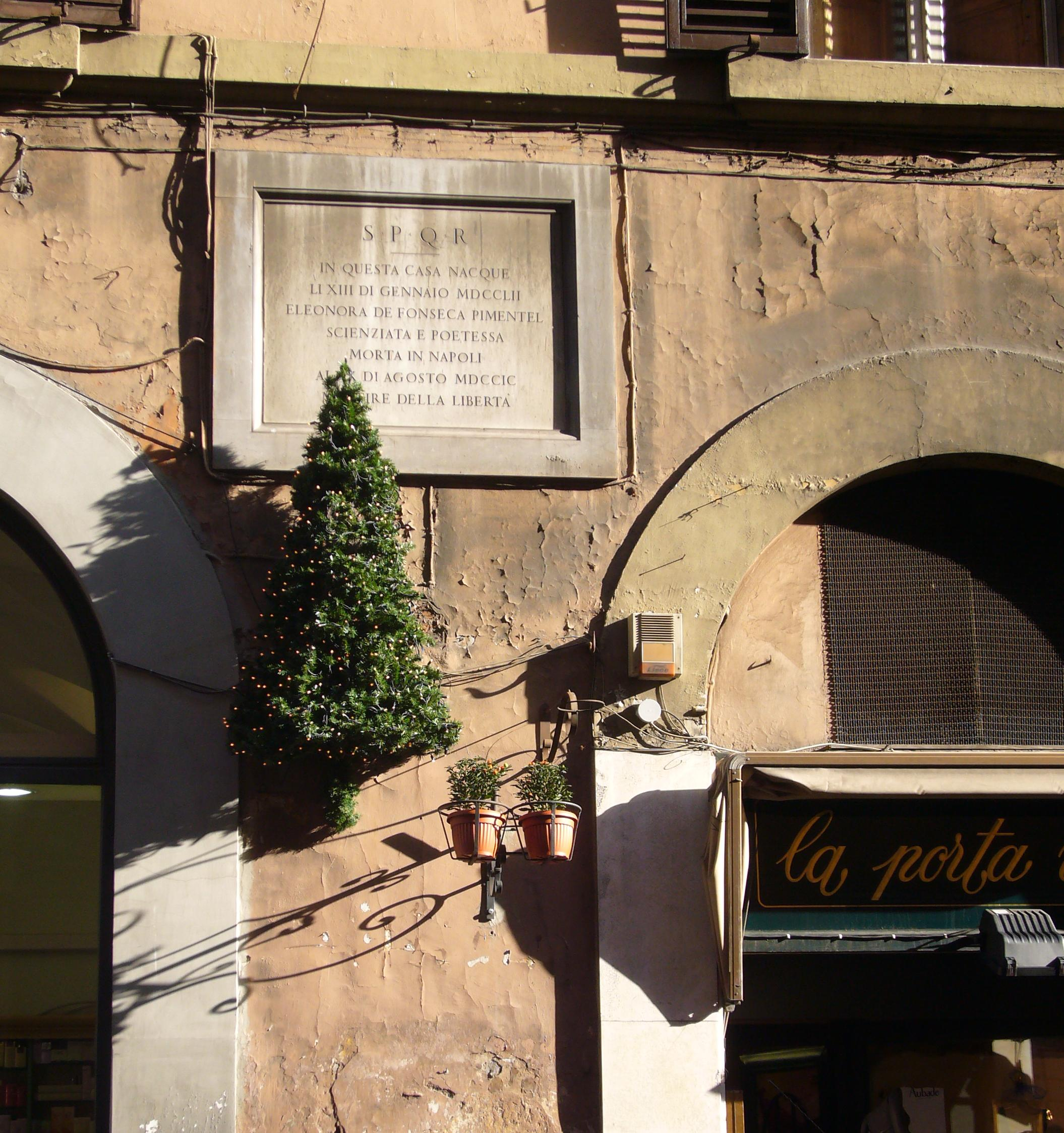
Lapide commemorativa di Eleonora da Fonseca Pimentel sulla casa di nascita.